# Церковь Святого Иоанна Крестителя (Губаницы)
Церковь Свято́го Иоа́нна Крести́теля — лютеранский храм в деревне Губаницы Волосовского района Ленинградской области, центр прихода «Губаницы» (фин. Kupanitsa) Евангелическо-лютеранской церкви Ингрии.

## История
Лютеранская община в деревне Губаницы была образована в 1647 году во времена шведского правления.
Приход Купаница был образован в 1656 году, его первым пастором стал Олаус Михаэлис Элгфоот.
Первая деревянная приходская кирха была возведена в 1704 году, кроме того в начале XVIII века, приход имел свою часовню в деревне Сосница.
В 1743 году началось строительство новой деревянной кирхи.
В 1748 году вторая приходская кирха была освящена.
В 1860 году началось строительство третьей по счёту церкви. Каменная кирха в готическом стиле с колокольней, строилась по проекту архитектора Эдуарда Львовича Гана.
3 декабря 1861 года новая приходская церковь на 1000 мест была освящена в честь Святого Иоанна Крестителя. Стены храма были выложены из крупных валунов, углы, арки, оконные и дверные проёмы сделаны из кирпича.
В 1865 году в приходе Купаница числилось 4202 человека, большинство прихожан были ингерманландцы-савакоты. Приход входил в Западно-Ингерманландское пробство.
В 1883 году в деревне Каськово был открыт приходской молитвенный дом.
В 1891 году настоятель Нильс Хенрик Берг открыл в приходе воскресную школу.
В конце XIX века в приходе появилось большое количество эстонских переселенцев, к 1894 году их стало около 2000 человек и в 1902 году они основали свою церковь в деревне Тешково. Тем не менее, в начале XX века службы в приходе Купаница велись на двух языках — финском и эстонском.
В 1901—1903 годах в кирхе был произведён капитальный ремонт, который полностью оплатили местные крестьяне Венеамин Кекки и его сын Йохан.
В 1917 году прихожан было 6342 человека.
В августе 1937 года богослужения прекратились, пастор Лео Шульц — расстрелян.
Официально кирха была закрыта в 1938 году.
Службы возобновлялись во время немецкой оккупации с 1942 год по 1943 год.
Впоследствии в здании храма располагались конюшня, тюрьма, пилорама и амбар.

### Современность
В 1988 году в Губаницах была зарегистрирована возрождённая община Церкви Ингрии и в том же году ей было передано здание церкви, началась его реставрация.
С 3 декабря 1989 года в храме начались богослужения. В том же году в нём был вновь освящён Флаг Ингерманландии.
Большую роль в возрождении храма сыграл пастор Арво Сурво.
В 1991 году храм был восстановлен. Входит в Западно-Ингерманландское пробство.

## Прихожане
Приход Купаница (фин. Kupanitsa) включал в себя 72 деревни:

Арбонье, Артюшкино, Большое Кикерино, Брызгово, Будино, Везиково, Волгово, Волосово, Глобицы, Голубовицы, Гомонтово, Горки, Греблово, Губаницы, Ермолино, Жабино, Заполье, Захонье, Канаршино, Кандакюля, Карстолово, Каськово, Кемполово, Кивалицы, Колодези, Коростовицы, Корпия, Котино I, Котино II, Крокшево, Курголово, Куйлово, Лагоново, Лашковицы, Лиможа, Малое Кикерино, Малые Губаницы, Малые Лашковицы, Марково, Медниково, Минково, Муратово, Низковицы, Новокемполово, Новые Раглицы, Новые Хюльгюзи, Озертицы, Ознаково, Ольхово, Пекколово, Пульево, Раболово, Роговицы, Ронковицы, Русские Анташи, Рутелицы, Село, Сельцо, Смольково, Старые Раглицы, Стойгино, Сумино, Тешково, Терпилицы, Тойгана, Томарово, Торосово, Финские Бегуницы, Финские Анташи, Фьюнатово, Хюльгюзи, Череповицы, Шолково.

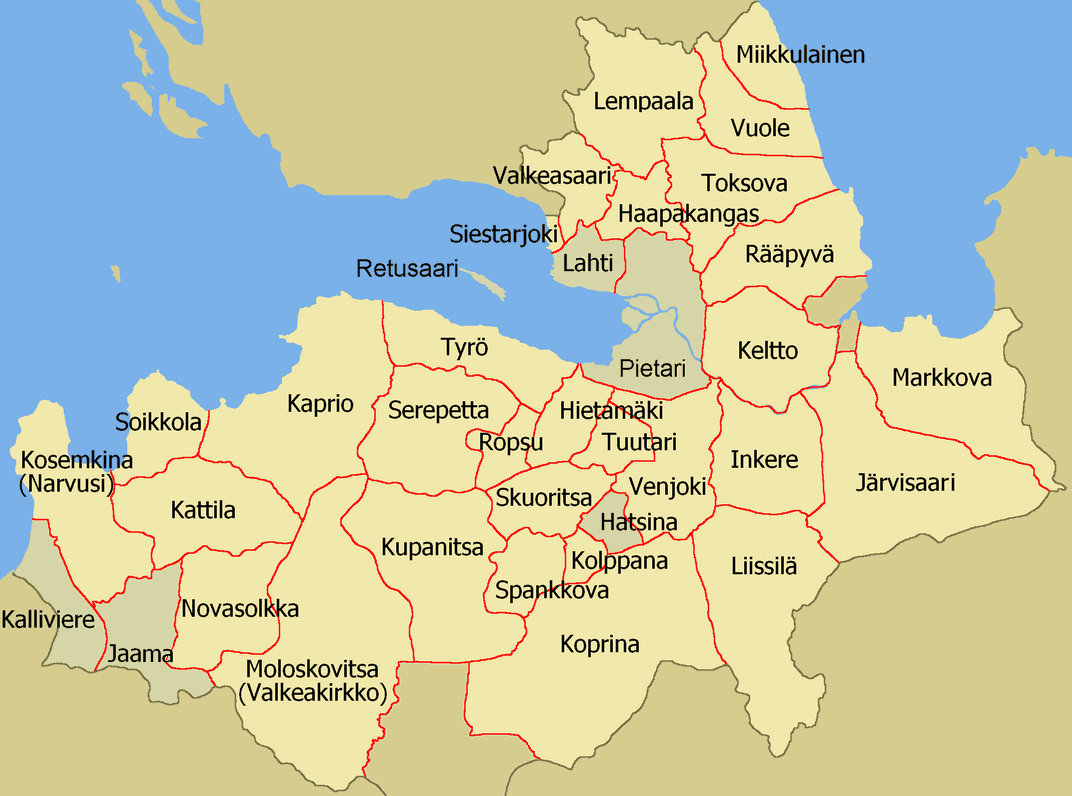
Карта приходов Церкви Ингрии (1930-е годы)

Изменение численности населения прихода Купаница с 1842 по 1928 год:

## Духовенство
| Настоятели прихода | Настоятели прихода                                 |
| Даты               | Пастор                                             |
| ------------------ | -------------------------------------------------- |
| 1656—1657          | Олаус Михаэлис Элгфоот                             |
| 1661—1695          | Йоханес Шутц                                       |
| 1707—1708          | Йоханнес Мелартопаеус (пастор)                     |
| 1715—1716          | Хенрик Элимаеус                                    |
| 1715—1716†         | Йоханнес Мелартопаеус (пастор)                     |
| 1719—1723          | Андерс Алопаеус (пастор)                           |
| 1720—1722          | Георг Херпман (пастор)                             |
| 1726—1739†         | Йохан Алопаеус (настоятель)                        |
| 1734               | Хенрик Войт (капеллан)                             |
| 1735—1758†         | Якоб Мунстер (пом. пастора, и. о. пастора, пастор) |
| 1747—1762          | Якоб Алопаеус (пом. пастора, вице-пастор)          |
| 1762—1772†         | Йохан Вилкман (настоятель)                         |
| 1759—1788†         | Хенрик Сювониус (адъюнкт, пом. пастора, пастор)    |
| 1772               | Маттиас Вальстедт (и. о. пастора)                  |
| 1772—1794†         | Фредрик Вебер (пом. пастора, пастор)               |
| 1788—1795†         | Йохан Абделл (адъюнкт, пом.пастора, пастор)        |
| ?—1793             | Хенрик Йохан Линдстен (адъюнкт)                    |
| 1794—1795          | Олоф Эмануэль Кастрен (и. о. пастора)              |
| 1795—1829†         | Георг Йохан Строльман (настоятель)                 |
| 1797—1815          | Хенрик Йохан Ускелин (пом. пастора)                |
| 1802               | Йохан Якоб Эстландер (адъюнкт)                     |
| 1810               | Абрахам Ульрик Прокопаеус (адъюнкт)                |
| 1817—1843†         | Иммануэль Пасселберг (пом. пастора, пастор)        |
| 1829—1836†         | Арвид Строльман (пом. пастора)                     |
| 1838—1846          | Йохан Хенрик Викберг (пом. пастора, пастор)        |
| 1844—1846          | Карл Эдвард Паландер (пом. пастора)                |
| 1846—1852          | Густав Вилхелм Келлбак (пом. пастора)              |
| 1846—1854          | Йонас Рейнхолд Кавен (и. о. пастора, пастор)       |
| 1854†              | Йохан Сундблад (настоятель)                        |
| 1855—1860          | Даниэл Август Селан (и. о. пастора, пастор)        |
| 1856—1857          | Андерс Винтер (адъюнкт)                            |
| 1858               | Аугуст Вилхелм Лукандер (адъюнкт)                  |
| 1860—1862          | Виктор Вилхелм Линдквист (адъюнкт)                 |
| 1862—1882          | Пер Аугуст Ашан (настоятель)                       |
| 1862—1866          | Андерс Аугуст Кранк (адъюнкт)                      |
| 1882—1896†         | Нильс Хенрик Берг (настоятель)                     |
| 1891—1892          | Юхо Варонен (адъюнкт)                              |
| 1894—1895          | Ян Нууди (адъюнкт)                                 |
| 1896—1898†         | Ян Леллеп (вице-пастор)                            |
| 1897               | Куста Халлио (настоятель)                          |
| 1898—1918          | Алексантери Вехнияйнен (настоятель)                |
| 1899—1902          | Георг Стейнфелд (адъюнкт)                          |
| 1900—1901          | Пекка Хюттинен (адъюнкт)                           |
| 1902—1903          | Антти Куста Вуотила (адъюнкт)                      |
| 1919—1927          | Алексантери Корпелайнен                            |
| 1927—1931          | Симо Пеннонен                                      |
| 1931—1932          | Самули Халтунен (арестован)                        |
| 1932               | Юхана Варонен                                      |
| 1932—1935          | Пекка Бракс                                        |
| 1935—1937          | Лео Йоханнес Шульц (расстрелян)                    |
| 1937               | Симо Пеннонен                                      |

## Фото

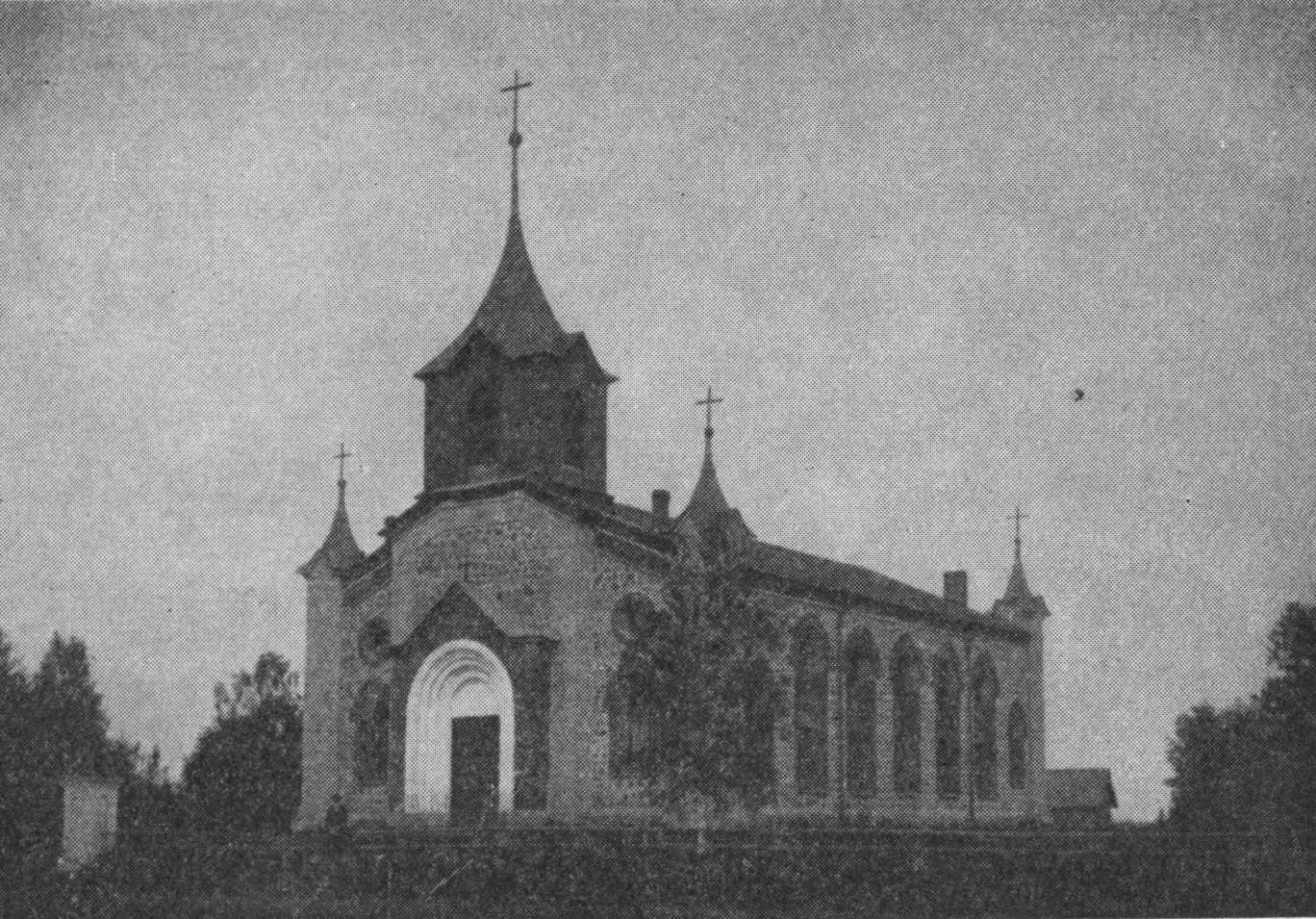
Кирха прихода Купаница. 1911 год
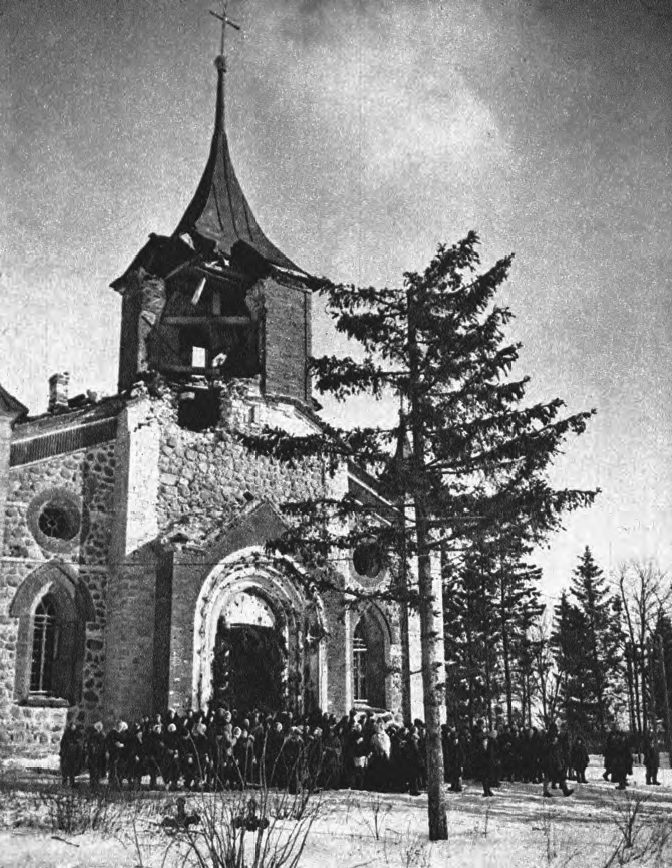
Кирха. 1943 год
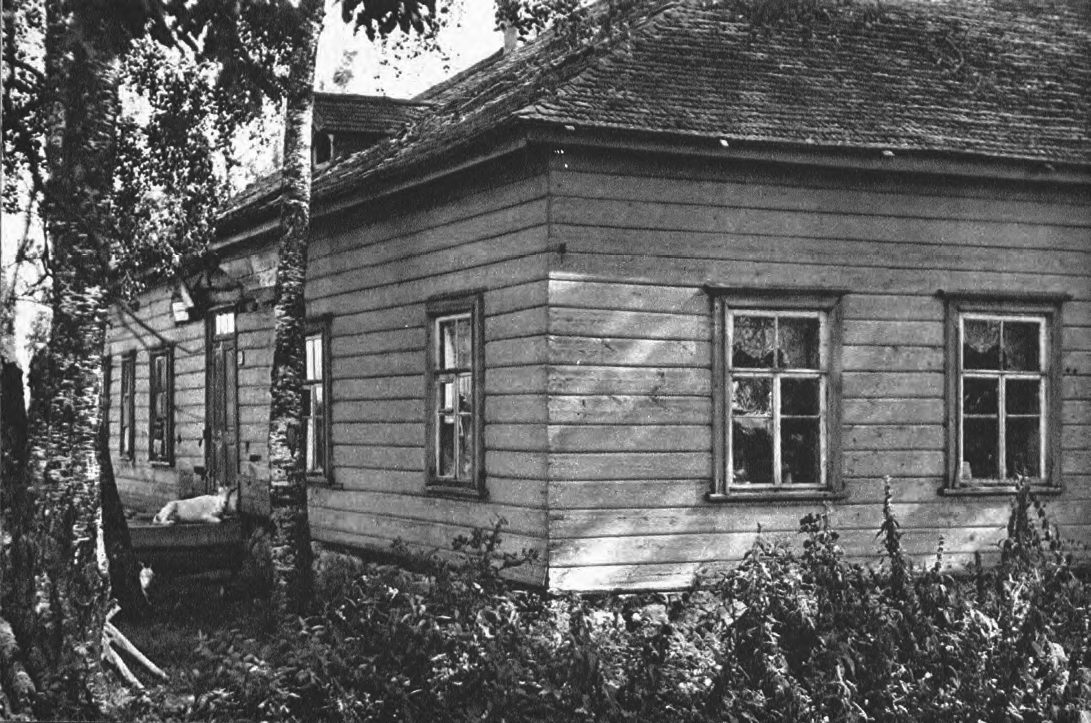
Пасторат Купаница. 1943 год
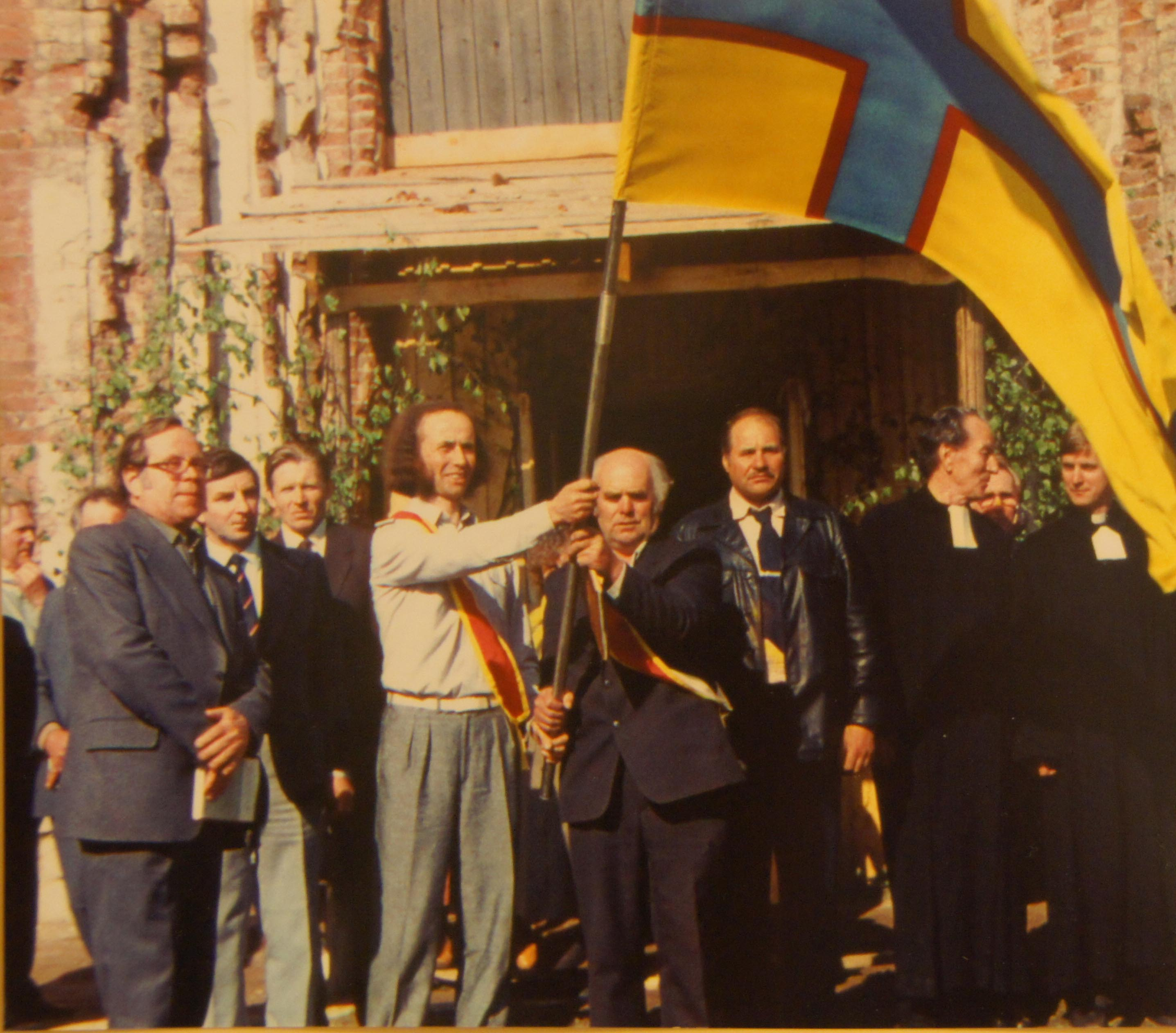
Освящение флага Ингерманландии в церкви Святого Иоанна Крестителя. 1989 год
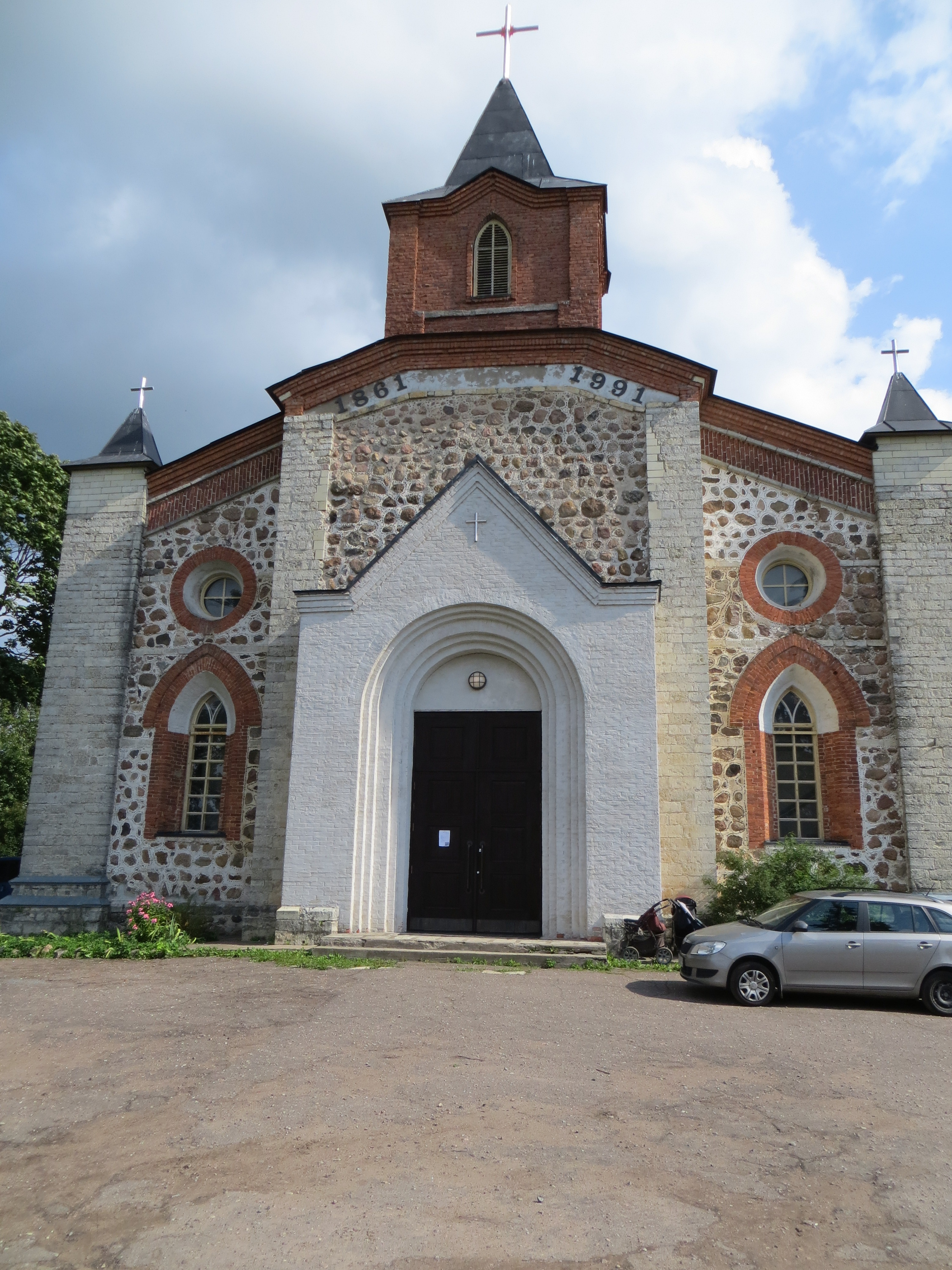
Фасад церкви. 2014 год
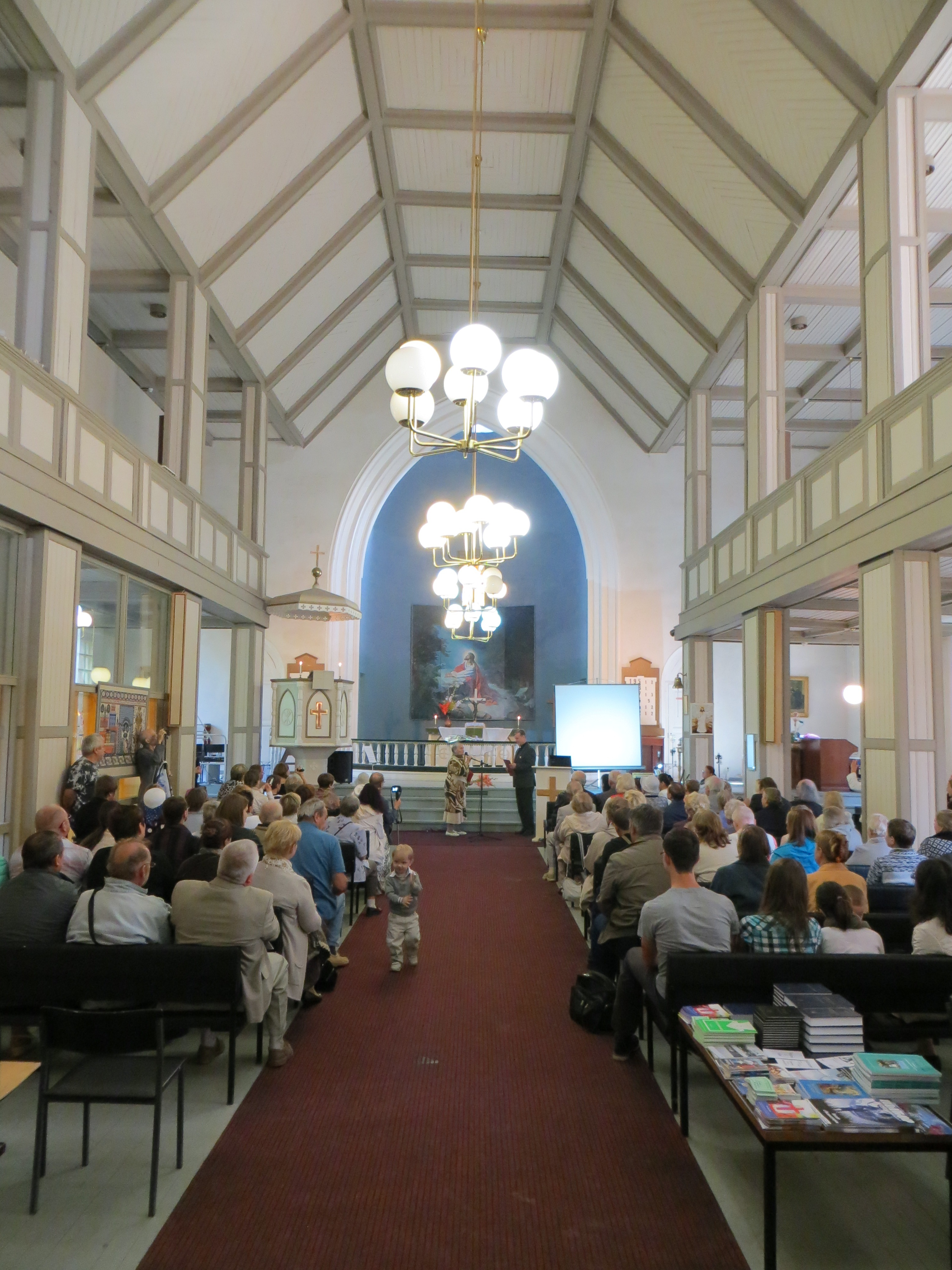
Интерьер церкви. 2014 год
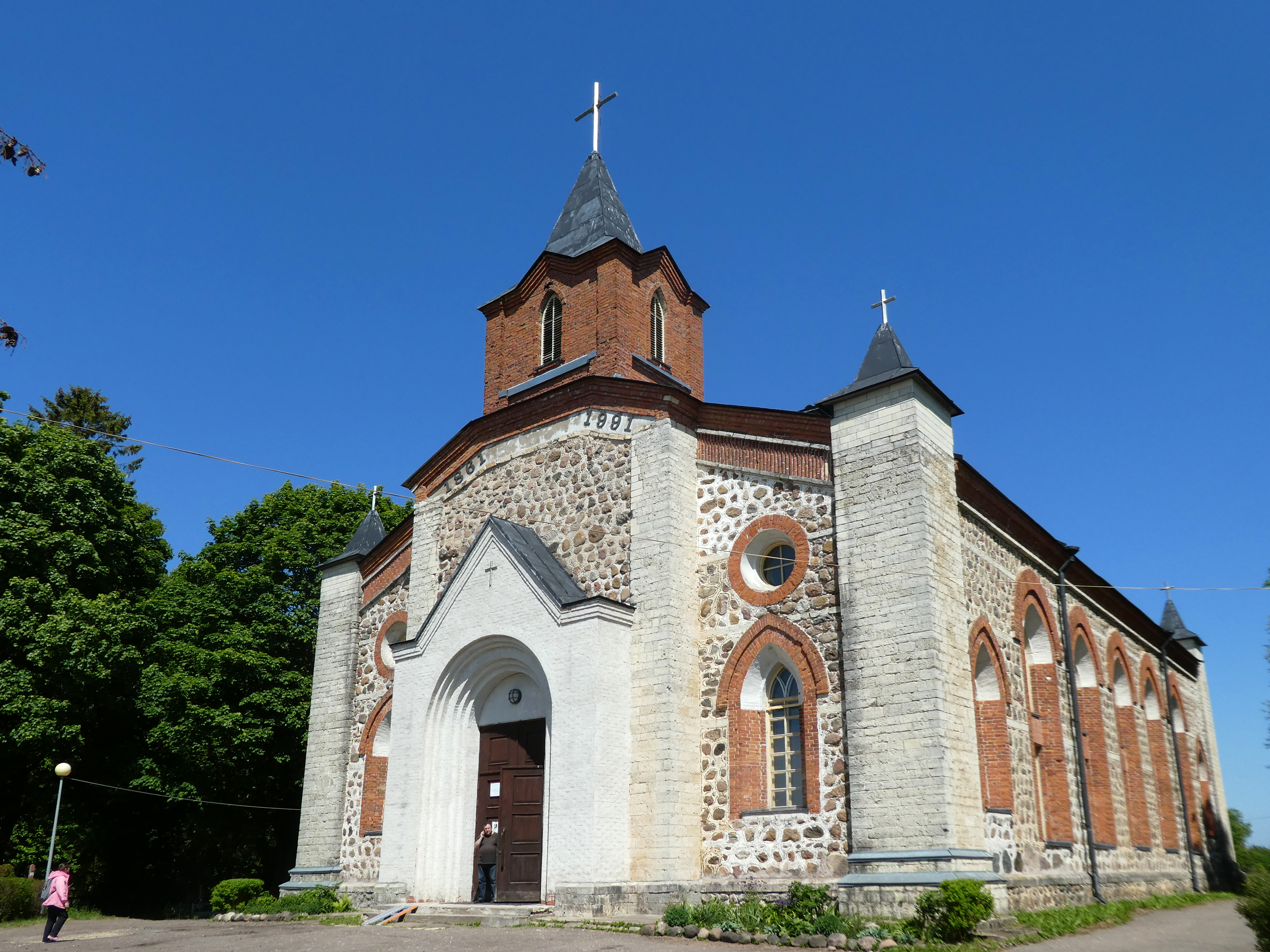
Кирха. 2023 год
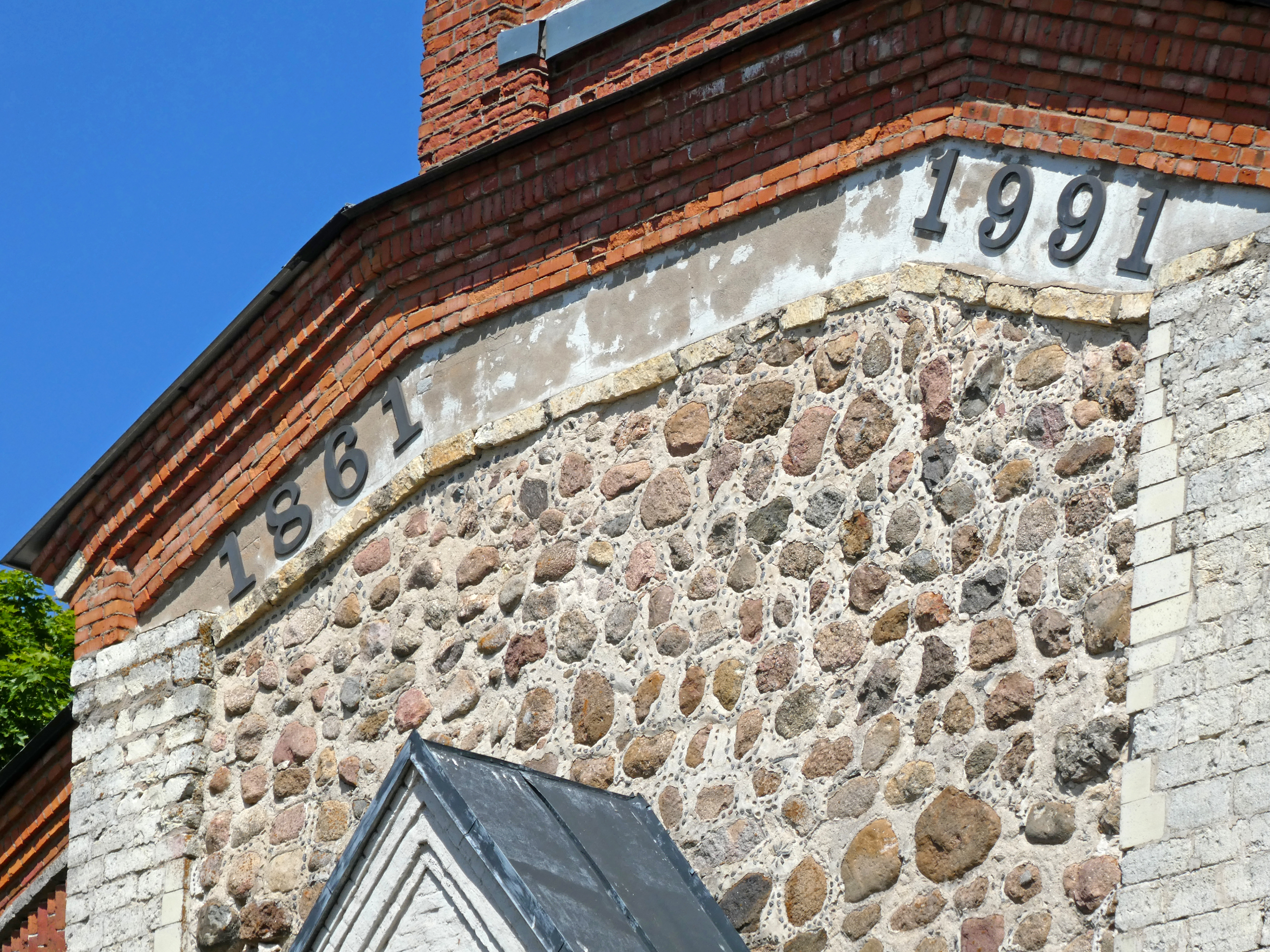
Даты открытия и возобновления кирхи на фасаде